# Папуа — Новая Гвинея на летних Олимпийских играх 1984
Папуа — Новая Гвинея принимала участие в Летних Олимпийских играх 1984 года в Лос-Анджелесе (США) во второй раз за свою историю, пропустив Летние Олимпийские игры 1980 года, но не завоевала ни одной медали. Сборную страны представляло 7 спортсменов (в том числе - 3 женщины), принимавших участие в соревнованиях по лёгкой атлетике и стрельбе.

## Лёгкая атлетика
Спортсменов — 5
Мужчины
| Спортсмен          | Вид     | Забег     | Забег | Четвертьфинал | Четвертьфинал | Полуфинал | Полуфинал | Финал     | Финал     |
| Спортсмен          | Вид     | Результат | Место | Результат     | Место         | Результат | Место     | Результат | Место     |
| ------------------ | ------- | --------- | ----- | ------------- | ------------- | --------- | --------- | --------- | --------- |
| Лапуле Тамеан      | 200м    | 21,97     | 6     | Не прошёл     | Не прошёл     | Не прошёл | Не прошёл | Не прошёл | Не прошёл |
| Лапуле Тамеан      | 400м    | 47,60     | 7     | Не прошёл     | Не прошёл     | Не прошёл | Не прошёл | Не прошёл | Не прошёл |
| Тау Джон Токвепота | 5000м   | 15.24,68  | 13    | Не прошёл     | Не прошёл     | Не прошёл | Не прошёл | Не прошёл | Не прошёл |
| Тау Джон Токвепота | 10000м  | 31.29,14  | 14    | Не прошёл     | Не прошёл     | Не прошёл | Не прошёл | Не прошёл | Не прошёл |
| Тау Джон Токвепота | Марафон |           |       |               |               |           |           | 2:36.36   | 66        |

Женщины
| Спортсмен       | Вид              | Забег     | Забег | Четвертьфинал | Четвертьфинал | Полуфинал | Полуфинал | Финал     | Финал     |
| Спортсмен       | Вид              | Результат | Место | Результат     | Место         | Результат | Место     | Результат | Место     |
| --------------- | ---------------- | --------- | ----- | ------------- | ------------- | --------- | --------- | --------- | --------- |
| Барбара Ингиро  | 100м             | 12,19     | 7     | Не прошла     | Не прошла     | Не прошла | Не прошла | Не прошла | Не прошла |
| Барбара Ингиро  | 100м с барьерами | 15,39     | 6     | Не прошла     | Не прошла     | Не прошла | Не прошла | Не прошла | Не прошла |
| Эланга Буала    | 200м             | 24,82     | 5     | 24,87         | 7             | Не прошла | Не прошла | Не прошла | Не прошла |
| Эланга Буала    | 400м             | 56,82     | 6     | Не прошла     | Не прошла     | Не прошла | Не прошла | Не прошла | Не прошла |
| Иаммогапи Лауна | Семиборье        |           |       |               |               |           |           | 5146      | 19        |

## Стрельба
Спортсменов — 2
| Джозеф Чан   | Малокалиберная винтовка лёжа | 573 | 64 |
| Треван Клоуг | Трап                         | 145 | 66 |